# Presidenti dello Sri Lanka
I presidenti dello Sri Lanka (nehasha perera) dal 1972 ad oggi sono i seguenti.

## Lista
| Presidente | Presidente            | Presidente                 | Partito                                          | Elezione                                               | Mandato           | Mandato          |
| Presidente | Presidente            | Presidente                 | Partito                                          | Elezione                                               | Inizio            | Fine             |
| ---------- | --------------------- | -------------------------- | ------------------------------------------------ | ------------------------------------------------------ | ----------------- | ---------------- |
| 1          |                       | William Gopallawa          | Indipendente                                     | Ultimo Governatore Generale                            | 22 maggio 1972    | 4 febbraio 1978  |
| 2          |                       | Junius Richard Jayewardene | Partito Nazionale Unito                          | Assunta la carica dopo la creazione della stessa; 1982 | 4 febbraio 1978   | 2 gennaio 1989   |
| 3          |                       | Ranasinghe Premadasa       | Partito Nazionale Unito                          | 1988                                                   | 2 gennaio 1989    | 1º maggio 1993   |
| -          |                       | Dingiri Banda Wijetunga    | Partito Nazionale Unito                          | ad interim                                             | 2 maggio 1993     | 7 maggio 1993    |
| 4          | Eletto dal Parlamento | Dingiri Banda Wijetunga    | Partito Nazionale Unito                          | 7 maggio 1993                                          | 12 novembre 1994  |                  |
| 5          |                       | Chandrika Kumaratunga      | Partito della Libertà dello Sri Lanka            | 1994, 1999                                             | 12 novembre 1994  | 19 novembre 2005 |
| 6          |                       | Mahinda Rajapaksa          | Partito della Libertà dello Sri Lanka            | 2005, 2010                                             | 19 novembre 2005  | 9 gennaio 2015   |
| 7          |                       | Maithripala Sirisena       | Partito della Libertà dello Sri Lanka            | 2015                                                   | 9 gennaio 2015    | 18 novembre 2019 |
| 8          |                       | Gotabaya Rajapaksa         | Alleanza per la Libertà Popolare dello Sri Lanka | 2019                                                   | 18 novembre 2019  | 14 luglio 2022   |
| -          |                       | Ranil Wickremesinghe       | Partito Nazionale Unito                          | ad interim                                             | 13 luglio 2022    | 20 luglio 2022   |
| 9          | Eletto dal Parlamento | Ranil Wickremesinghe       | Partito Nazionale Unito                          | 20 luglio 2022                                         | 23 settembre 2024 |                  |
| 10         |                       | Anura Kumara Dissanayake   | Janatha Vimukthi Peramuna                        | 2024                                                   | 23 settembre 2024 | in carica        |